# Gaius Salvius Capito
Gaius Salvius Capito war ein im 2. Jahrhundert n. Chr. lebender römischer Politiker.
Durch die Fasti Ostienses ist belegt, dass Capito 148 zusammen mit Satyrius Firmus Suffektkonsul war; die beiden traten ihr Amt am 1. April des Jahres an.